# Église Saint-André d'Andorre-la-Vieille
L'église Saint-André (catalan : església de Sant Andreu) est une petite chapelle romane d'Andorre-la-Vieille, en Andorre. 
Depuis 2003, cette église est protégée comme bien d'intérêt culturel de l'Andorre.

## Description
L'église est située Career de Sant Andreu près de l'ancienne route royale qui allait de la capitale de la Principauté à la vallée de Valira del Nord de La Massana, à l'origine elle était isolée de la ville. Sur le chemin de la chapelle, la Creu Grossa, « la grande croix » est un calvaire de style gothique situé sur cette ancienne voie royale.
D'origine romane, la chapelle a été construite entre les XIe et XIIe siècles, bien qu'elle ait subi des transformations ultérieures et a été entièrement reconstruite en 1958, en raison de son état de vétusté.
C'est une petite construction avec une nef rectangulaire avec toiture à deux pans, dotée d'une abside semi-circulaire orientée à l'est et d'un clocher-mur à clocheton à une baie. 
Les murs extérieurs sont constitués de pierres apparentes de taille irrégulières. Elle possède actuellement deux portes d'entrée, l'une au sud d'origine et l'autre à l'ouest rajoutée lors de la reconstruction et qui est utilisée actuellement et est protégée par un porche dont le toit a deux pans.
À l'intérieur, le toit est plat, en bois, et cache la structure de fermes de bois, tandis que l'abside est en cul-de-four. La nef et l'abside sont séparées par un arc triomphal légèrement ogival sur lequel repose le clocher-mur. La nef est décorée de peintures murales de l'artiste Carme Mas.
De l'orfèvrerie romane de l'église, dont un reliquaire en forme de coffre du XIIe siècle, est conservée au musée épiscopal de Vic.

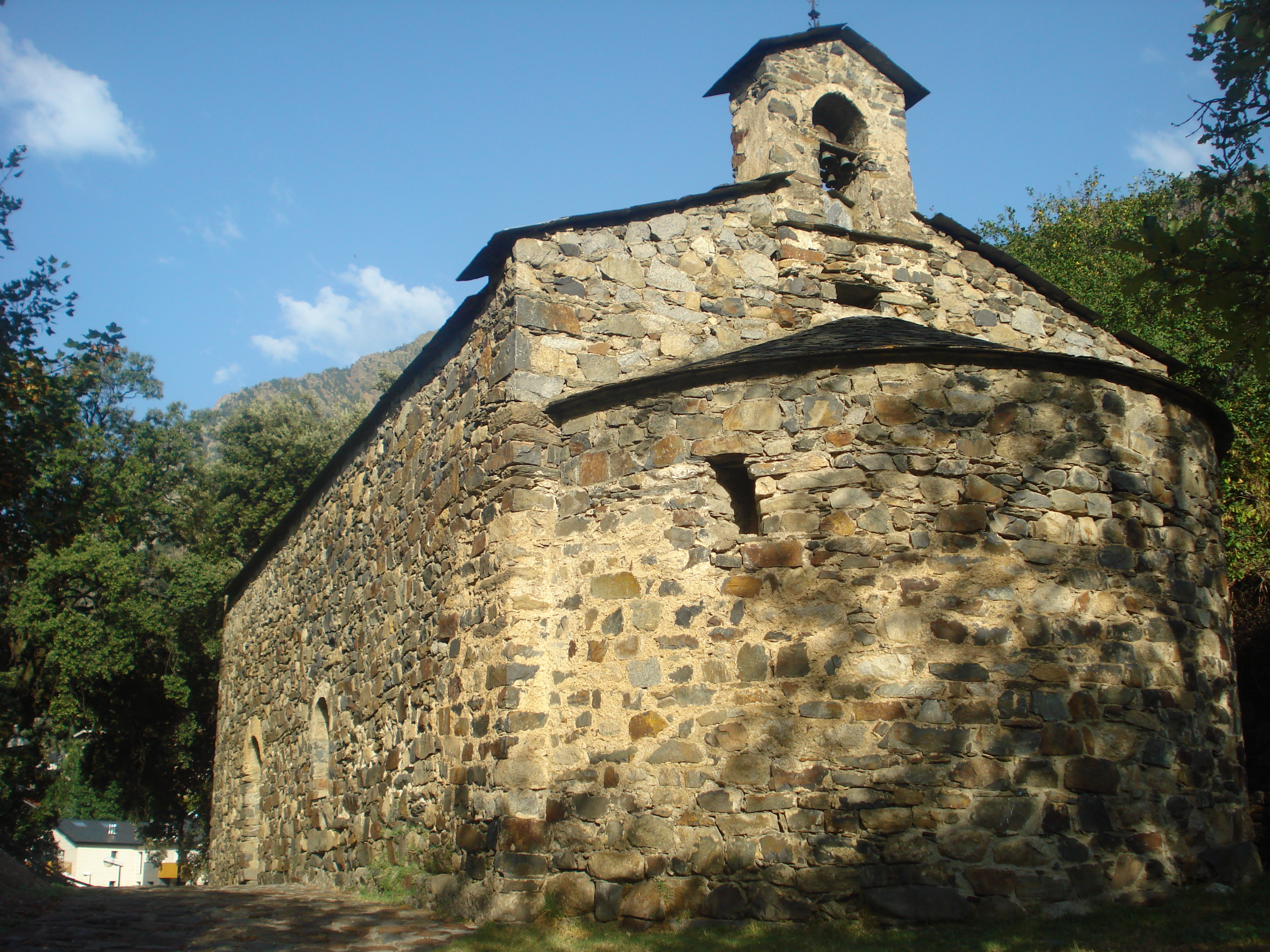
Abside à l'est et mur sud avec l'ancienne porte
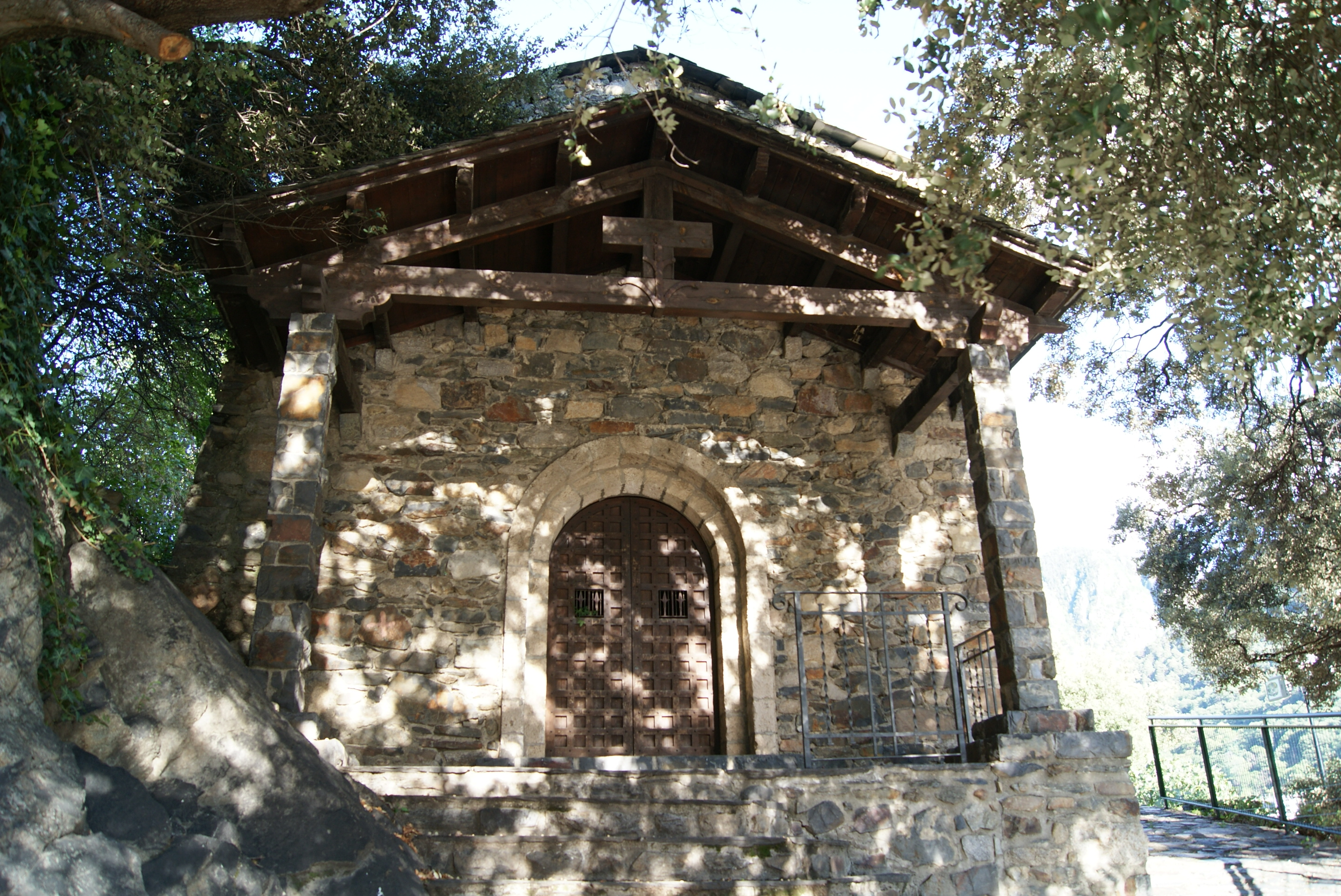
Porche et porte à l'ouest